# Пембрук-коледж, Оксфорд
51°45′00″ пн. ш. 1°15′28″ зх. д. / 51.75° пн. ш. 1.257778° зх. д.
Пембрук-коледж (англ. Pembroke College) — один із коледжів, що входять до складу Оксфордського університету в Англії, розташований на площі Пембрук-сквер. У 2007 році його бюджет оцінювався у 45,5 мільйонів фунтів стерлінгів.

## Історія
На початку XVII століття фінансовий фонд Томаса Тесдейла, купця з прилеглого села Абінгдон  і Річарда Уайтвіка,священнослужителя з Беркшира – дозволили Бродгейтс-Холлу, який з моменту побудови у XV столітті служив університетським гуртожитком для студентів-юристів, стати основою справжнього університету. Королівський патент на створення коледжу був підписаний королем Англії Яковом I у 1624 році, і коледж був названий на честь Вільяма Герберта, 3-го графа Пембрука, лорда-камергера, а пізніше секретаря університету.
Після свого заснування коледж почав розширюватися навколо Бродгейтса, нині відомого як "Старий двір". Побудований поетапно протягом 17 століття з місцевого котсуолдського вапняку, через брак місця південна сторона двору була побудована на вершині старої міської стіни. У 1732 році була побудована каплиця, а в 19 столітті в результаті будівництва студентського житла та холу з'явився "двір каплиці", який вважається одним із найкрасивіших університетських дворів. 
Каплиця була побудована та спроектована Чарльзом Кемпе – колишнім студентом Пембрука – у 1884 році. Випускник Пембрука, доктор Деймон Веллс був великим благодійником коледжу протягом багатьох років; він уможливив відновлення каплиці в 1972 році і продовжує підтримувати Історичне товариство. Каплиця, яка досі використовується для проведення релігійних служб, має його ім'я.
Останнє розширення коледжу з'явилося в 1960-х роках, після того, як був закритий Біф-Лейн на північ від "Городного двору". Будинки на північ від закритого проспекту були придбані коледжем частинами і розгорнуті таким чином, щоб до них можна було підійти лише з заднього боку. Цей новий район став відомий як "Північний двір" і був офіційно відкритий в 1962 р. На березі Темзи в Грандпонті було побудовано сучасну прибудову, в якій розмістилися близько 100 студентів, як правило, останніх курсів. Ця будівля відома як "ГАБ", на честь дипломата сера Джеффрі Артура - колишнього директора коледжу в період з 1975 до 1985 року.
Семюел Джонсон був одним з найвідоміших студентів коледжу, хоча він не закінчив навчання (пізніше йому було присвоєно почесний ступінь); нестача коштів змусила його покинути Оксфорд через півтора роки. Два його письмові столи та різні речі розставлені по всьому коледжу. Джеймс Смітсон, заповіт якого заснував Смітсонівський інститут у Вашингтоні (хоча він ніколи не відвідував Сполучені Штати), був студентом Пембрука з ім'ям "Джеймс Льюїс Макі" - він змінив ім'я на ім'я батька після смерті матері. Американський сенатор Дж. Вільям Фулбрайт, який заснував  стипендію Фулбрайта, був студентом Пембрука у 1920-х роках.
Будучи студентом Ексетер коледжу, Дж. Р. Р. Толкієн був професором Пембрука з 1925 по 1945 рік і написав "Хоббіта" та перші дві книги трилогії "Володар кілець" під час роботи в університеті.
Серед останніх директорів коледжу - Роджер Банністер, який був першою людиною, яка пробігла милю швидше за чотири хвилини.